# Huize Rijs
Huize Rijs was een monumentaal gebouw in Rijs in de Nederlandse provincie Friesland.

## Beschrijving
Op het einde van de 17e eeuw verkreeg een lid van het Amsterdamse regentengeslacht De Wildt grote gebieden rond de Friese plaats Rijs. In de 18e eeuw werd op dit terrein een herenhuis gebouwd en werd er een parkachtige tuin aangelegd. Dit herenhuis, ook wel het Slot genoemd, kwam in 1834 door zijn huwelijk met een erfgename in het bezit van de grietman en latere burgemeester van Gaasterland jhr. G. Van Swinderen. Hij liet op deze plek een nieuw Huize Rijs bouwen. Ook zijn zoon bewoonde als burgemeester van Gaasterland Huize Rijs. In 1934 was Huize Rijs het middelpunt van de feestelijkheden ter gelegenheid van het feit dat de familie Van Swinderen honderd jaar in Rijs was gevestigd. Twee jaar na deze feestelijkheden overleed de laatste bewoonster van het Slot jkvr. Johanna Constantia Jacoba van Swinderen. Na haar overlijden werd Huize Rijs door haar zuster Quirina Jacoba verkocht aan een bouwbedrijf uit Leeuwarden. Het huis werd in 1937 afgebroken.
Het gebied met het aangrenzende Rijsterbos is in 1941 gekocht door It Fryske Gea. De plaats waar Huize Rijs heeft gestaan is zichtbaar gemaakt in het landschap. De slottuin is opnieuw aangelegd en ook de vijver, de paden en de omgrachting zijn weer opnieuw vorm gegeven. De Friese kunstenaar Ids Willemsma vervaardigde in 2010 een nieuwe toegangspartij voor de nieuw aangelegde slottuin van het voormalige Huize Rijs.

## Fotogalerij

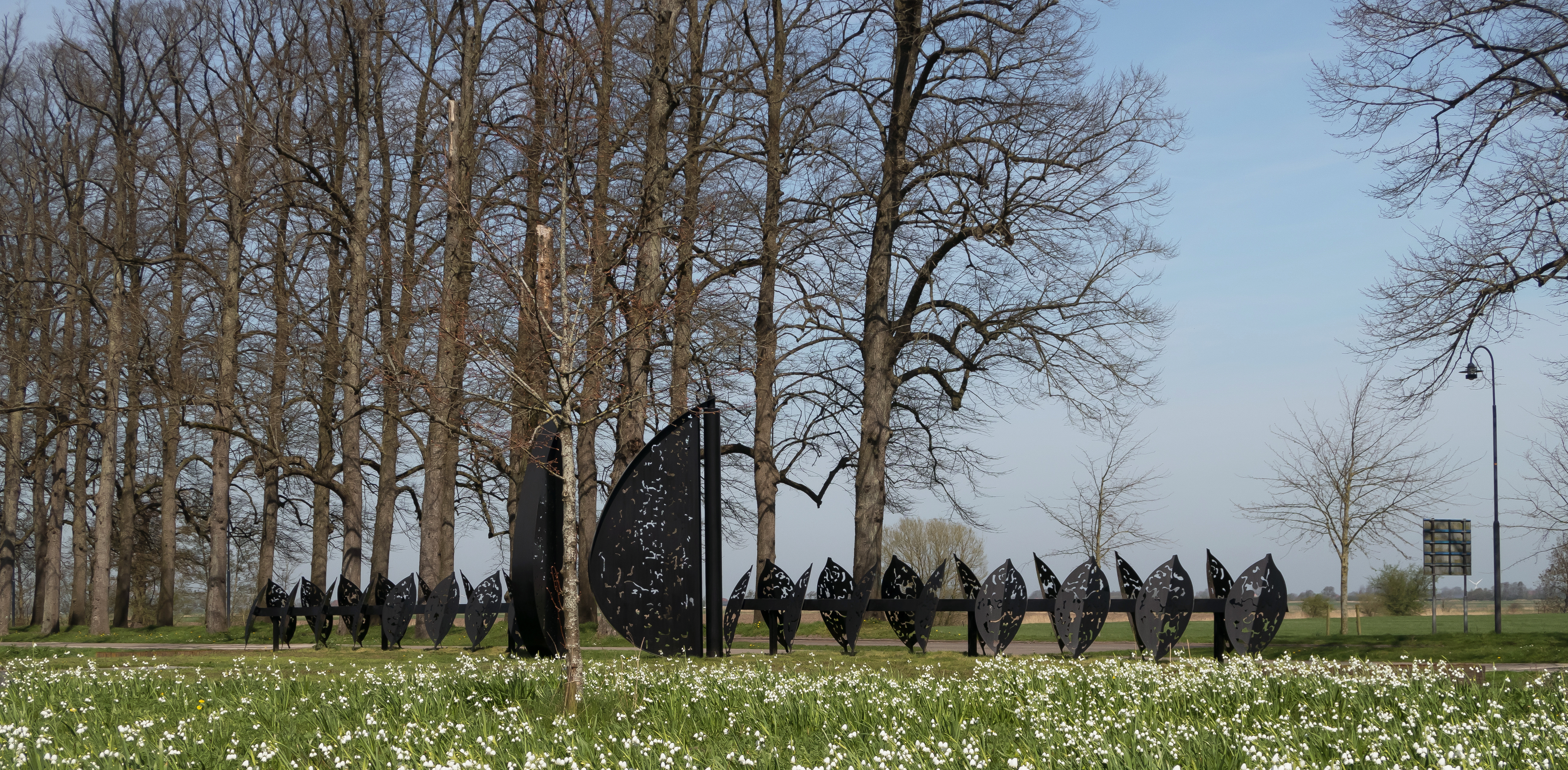
Toegangspoort slottuin Rijs
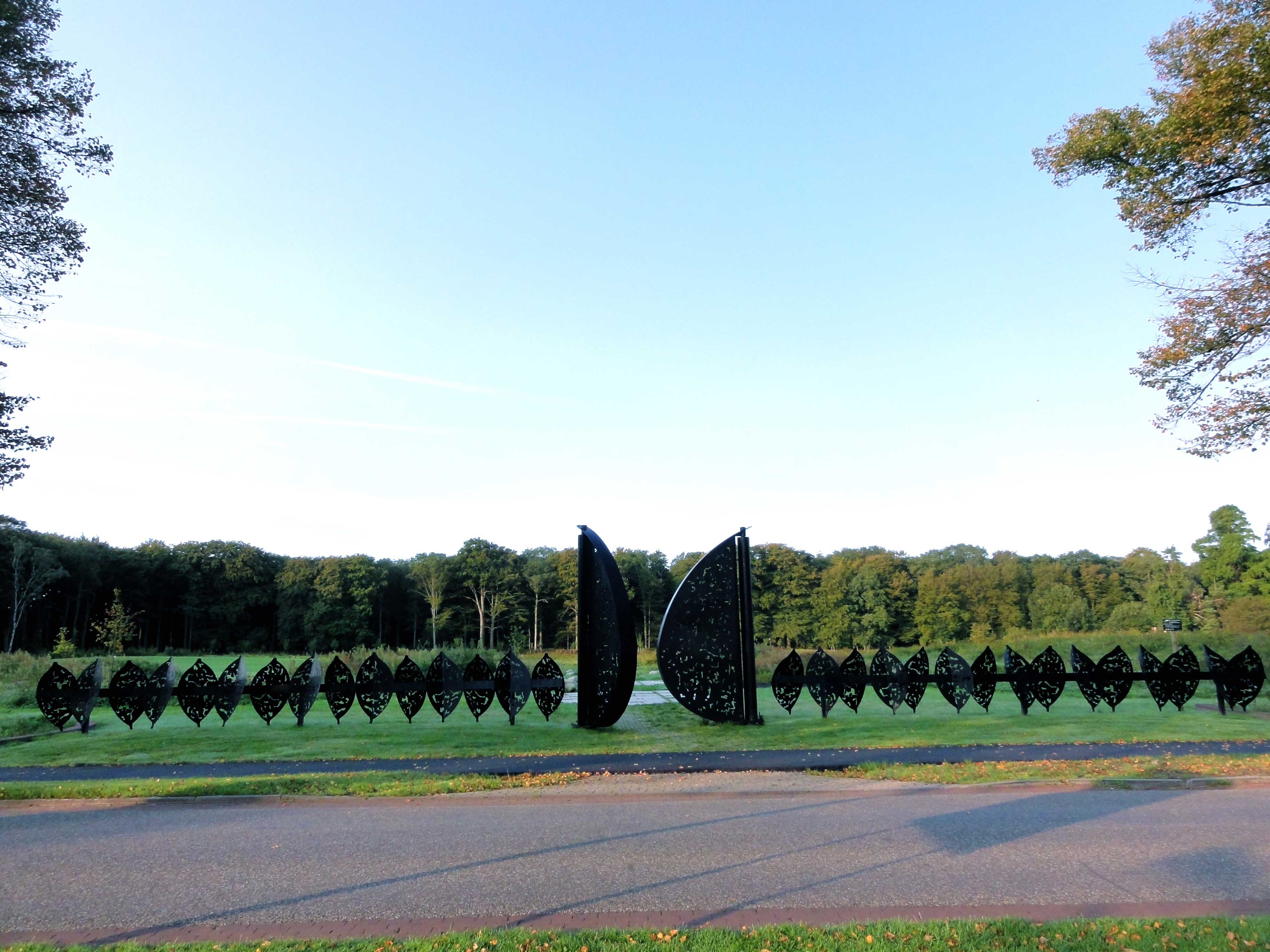
Toegangspoort slottuin Rijs door Ids Willemsma
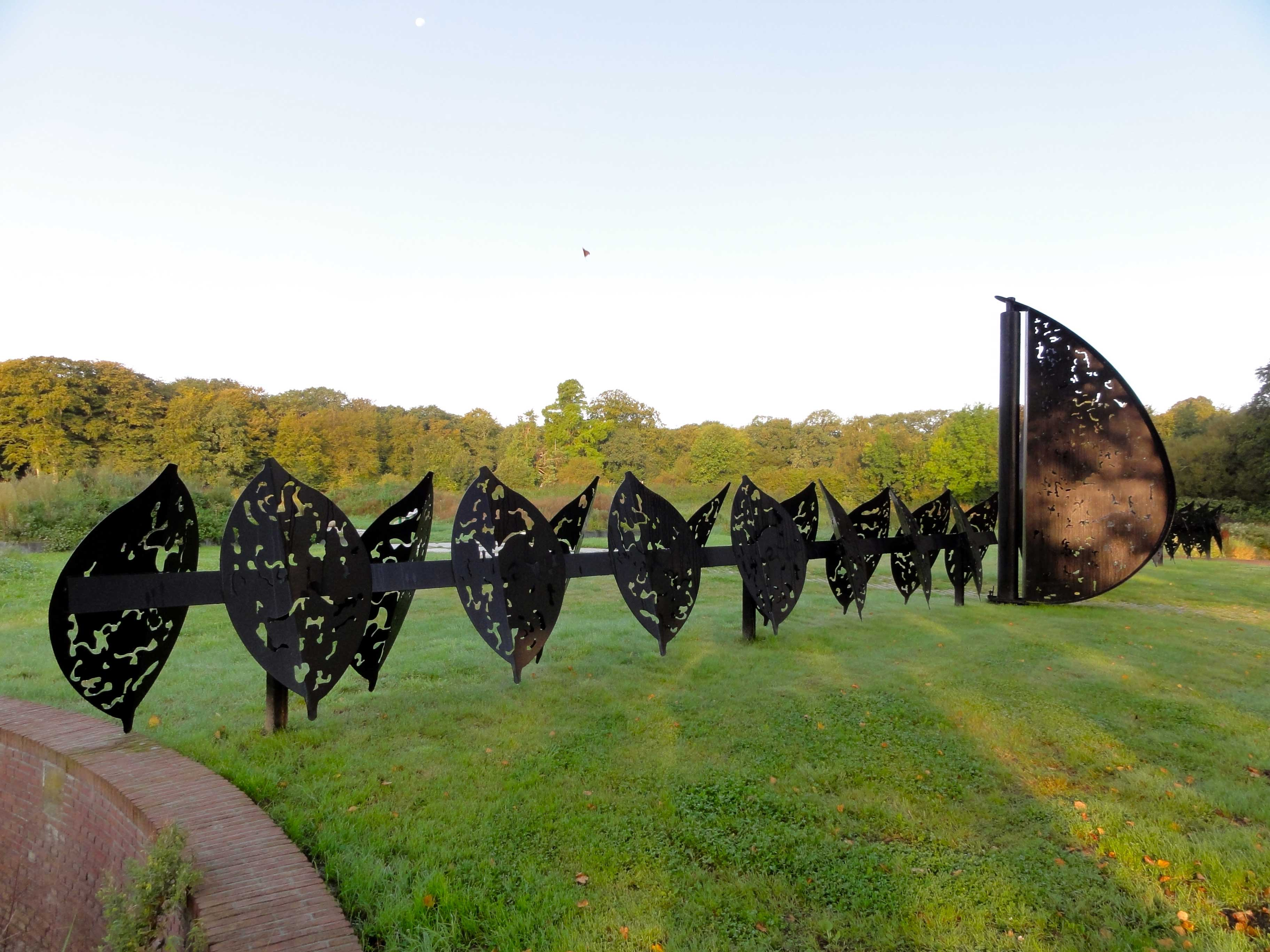
Toegangspoort slottuin Rijs door Ids Willemsma
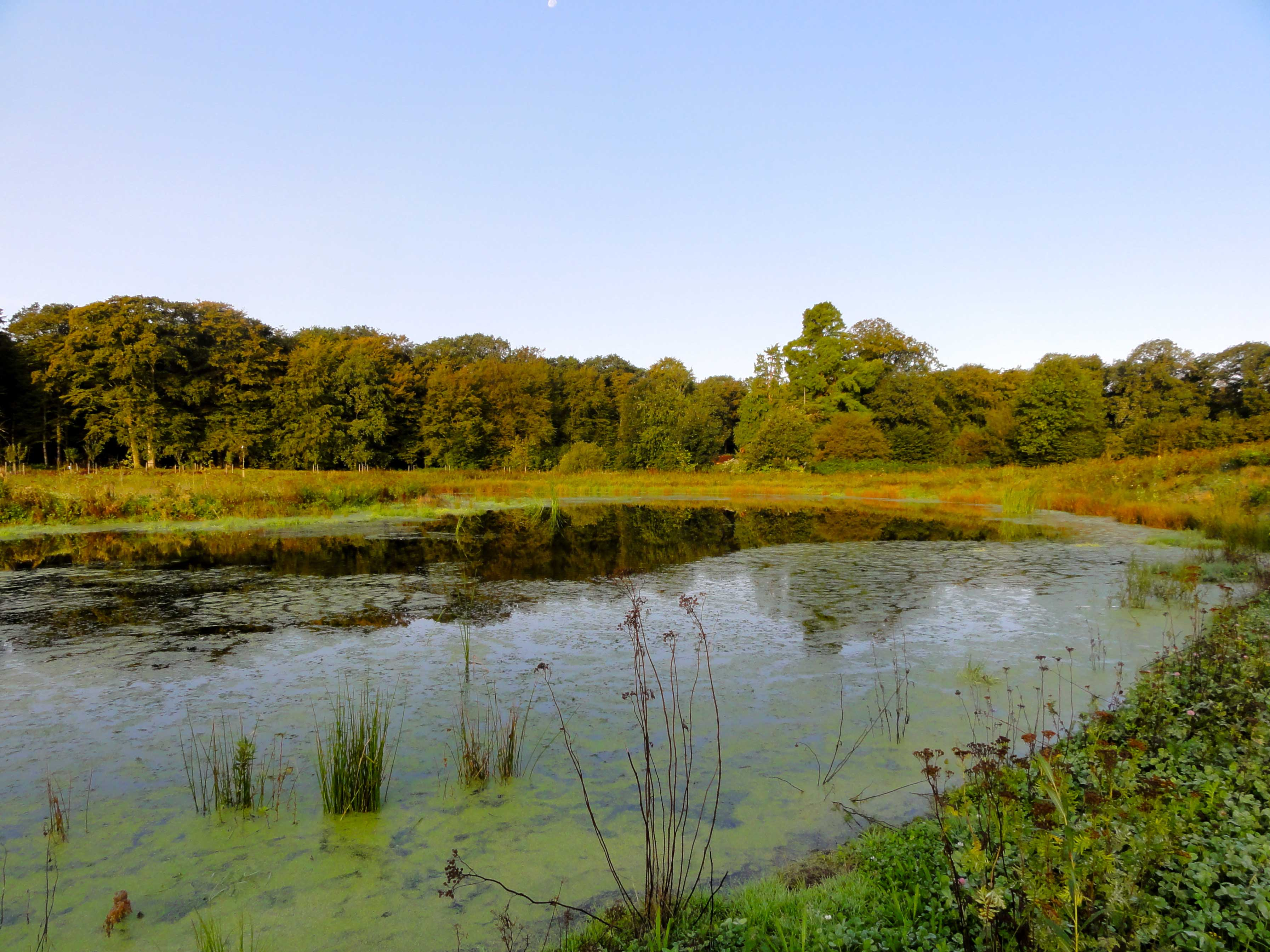
Vijver in de nieuw aangelegde slottuin te Rijs